# Маріо Вісконті
Маріо Вісконті (італ. Mario Visconti; нар. 23 жовтня 1968) — колишній італійський тенісист.
Найвищу одиночну позицію світового рейтингу — 154 місце досяг 2 серпня 1993, парну — 188 місце — 1 серпня 1994 року.
Найвищим досягненням на турнірах Великого шолома було 2 коло в одиночному розряді.

## Титули на челленджерах

### Одиночний розряд: (2)
| Ранг | Рік  | Турнір              | Покриття | Суперник        | Рахунок       |
| ---- | ---- | ------------------- | -------- | --------------- | ------------- |
| 1.   | 1991 | Джакарта, Індонезія | Тверде   | Дуґлас Ґайвальд | 6–3, 1–6, 6–2 |
| 2.   | 1992 | Бенгалуру, Індія    | Ґрунт    | Етторе Россетті | 6–4, 6–3      |

### Парний розряд: (1)
| Ранг | Рік  | Турнір             | Покриття | Партнер         | Суперники                   | Рахунок       |
| ---- | ---- | ------------------ | -------- | --------------- | --------------------------- | ------------- |
| 1.   | 1994 | Тампере, Фінляндія | Ґрунт    | Браніслав Ґалік | Юган Донар Ула Крістіанссон | 6–4, 3–6, 7–5 |